# Riff 62
Riff 62 – utwór instrumentalny na orkiestrę symfoniczną, skomponowany przez Wojciecha Kilara w 1962.
Utwór otwiera serię czterech kompozycji sonorystycznych Kilara, powstałych w pierwszej połowie lat 60; pozostałe utwory z tej serii to Générique (1963), Diphthongos (1963) i Springfield Sonnet (1965). Kompozycja inspirowana jazzem w warstwie rytmicznej i częściowo instrumentalnej.

## Premiera
Prawykonanie utworu odbyło się 16 września 1962 podczas Międzynarodowego Festiwalu Muzyki Współczesnej „Warszawska Jesień”, w wykonaniu Orkiestry Symfonicznej Państwowej Filharmonii Śląskiej, pod dyrekcją Karola Stryi.
Kilar dedykował to dzieło swojej profesor kompozycji Nadii Boulanger, z okazji jej 75. urodzin.

## Charakterystyka utworu
W utworze wykorzystywane są, w mniej więcej równych proporcjach, dźwięki o ściśle określonej wysokości oraz o wysokości nieokreślonej; dźwięki ze skali równomiernie temperowanej, a także ćwierćtony oraz liczne efekty szmerowe.
Dźwięki o określonej wysokości organizowane są w sposób typowy dla dodekafonii, czyli za pomocą serii lub motywów dźwiękowych rozwijających się zgodnie z zasadami techniki seryjnej. Powstaje w ten sposób stała, regularnie powtarzająca się krótka fraza, kontrapunktująca główną melodię lub przybierająca formę ostinatowego tematu. Zatem seria lub motyw pomyślane są jako typowy riff stosowany w muzyce jazzowej, co wyjaśnia tytuł utworu.
Sonorystyczny charakter nadaje kompozycji obecność klasterów i glissand oraz efekty szmerowo-perkusyjne, uzyskiwane za pomocą szerokiej gamy niekonwencjonalnej artykulacji, jak m.in. gra za podstawkiem skrzypiec, chrapliwe przedęcia na saksofonie albo uderzanie strun pięścią i gra prestissimo possibile (możliwie najszybciej) na czarnych lub białych klawiszach fortepianu.

## Instrumentarium
Riff 62 przeznaczony jest na orkiestrę składającą się z trzech zasadniczych grup instrumentów. Pierwszą tworzy zespół instrumentów dętych (2 klarnety, 3 saksofony, 4 trabki i 4 puzony); drugą zespoły perkusyjne – wibrafon i ksylorimba oraz „instrumenty skórzane”, ale także talerze i pudełka drewniane; trzecią – instrumenty smyczkowe ze skrajnych rejestrów, czyli 36 skrzypiec oraz 12 kontrabasów, z których cztery są instrumentami pięciostrunnymi. Orkiestrę uzupełnia solowy fortepian. Ważne znaczenie ma również rozmieszczenie tych instrumentów na estradzie koncertowej: w głębi perkusja, przed nią instrumenty dęte, następnie smyczki i pomiędzy nimi fortepian. Dodatkowo specyficzną aurę brzmieniową nadaje kompozycji zestawienie instrumentów typowych dla jazzu, takich jak saksofony (zamiast waltornii), trąbki, puzony con sordino, bębny.

## Odbiór
Już podczas prawykonania utwór zrobił furorę na festiwalu „Warszawska Jesień” i był bisowany od początku do końca, co w przypadku takich premier jest raczej rzadkością. Zwłaszcza że to utwór bardzo trudny w odbiorze, sonorystyczny, zatem bez melodii i harmonii, oparty na brzmieniu i szmerach. Stefan Kisielewski w recenzji opublikowanej w „Tygodniku Powszechnym” przyznał dziełu młodego Kilara „złoty medal” w kategorii juniorów i uznał je za najlepszą polską pozycję festiwalu.
Na fali warszawskiego sukcesu, Riff 62 był wykonywany również w USA: w 1963 i 1966 przez Filharmoników Nowojorskich pod dyrekcją Lukasa Fossa oraz w 1964 w wykonaniu Cleveland Orchestra dyrygowanej także przez Fossa.